# Campylopodium allonense
Campylopodium allonense là một loài rêu trong họ Dicranaceae. Loài này được Konopka, Herend. & P. Crane mô tả khoa học đầu tiên năm 1998.